# محمود ناصر الحوت
الشيخ محمود ناصر الحوت هو شخصية بارزة في الساحة الدينية السورية، يشتهر بانتمائه إلى المدارس الصوفية و بتوليه إدارة المدرسة الكلتاوية في حلب.

## حياته
وُلد الحوت عام 1956 في عائلة متدينة من عشيرة الخضيرات ، والتي هاجرت وسكنت في حي باب النيرب في حلب . عائلته لها تاريخ طويل في التعليم الديني ، حيث كان عمه الشيخ عبد الرحمن الحوت أول مدير للكلتاوية. تلقى الحوت تعليمه في المدرسة الكلتاوية، التي أسسها الشيخ محمد النبهان ضمن سياق تأسيس المعاهد الدعوية الإسلامية في دمشق وحلب بعد أحداث الدستور في حماة. وتخرج فيها عام 1975. وبعد تخرجه من المدرسة الكلتاوية، التحق الحوت بكلية اللغة العربية في الأزهر الشريف بالقاهرة وتخرج عام 1979، وحصل على الماجستير عام 2003، والدكتوراه عام 2011. وكان إماماً في الجامع الأموي في حلب في الفترة الممتدة بين عامي 1985 – 1995. عرف الحوت بدوره المؤثر في الساحة الدينية السورية وانتمائه إلى المدرسة الصوفية وأسلوبه المميز في الخطابة، وكانت له مواقف مثيرة للجدل تجاه النظام السوري والثورة السورية.
خرج الشيخ محمود الحوت من حلب عام 2012 قبل دخول الجيش الحر إلى المدينة واستقر في دمياط بمصر وفي حزيران 2019 زار حلب ثم عاد إلى مصر وتوفي فيها عن عمر يناهز 68 عامًا بعد معاناته مع المرض.

## عمله في مجال الدعوة
1- إماماً في الجامع الأموي الكبير في حلب وذلك من عام 1985وحتى عام 1995
2- مدرساً في الجامع الأموي في حلب وذلك كل يوم اثنين عام 1993- 1994
3- مدرساً في جامع سيدنا عبد الله بن عباس في حلب من عام 4/3/2002 وحتى عام 2005
4- مدرساً في جامع سيدنا سعد بن الربيع – حلب- من عام2005
5- مدرساً في جامع الكلتاوية من عام 1995
6- خطيباً في جامع الكلتاوية – حلب- وذلك من عام 1979 وقد برع في هذا المجال وذاع صيته وانتشر اسمه في الآفاق حتى بلغت خطبه إلى الآن 1277تنوعت في مجالات الدعوة إلى الله.
7- مديراً في المدرسة الكلتاوية – دار نهضة العلوم الشرعية- حلب- وذلك من عام 1983
8- مدرساً في المدرسة الكلتاوية للعديد من المواد وذلك مثل ( السيرة والعقيدة والخطابة والأخلاق والتاريخ)

## مشاركات دعوية
1- (ألمانيا—هانوفر- ألقى عدة محاضرات في شهر رمضان المبارك)
2- ( ألمانيا- براين شفاينغ – مقاطعة نيدازاكسون ألقى محاضرة( حول القرآن الكريم)
3- ( القاهرة – المؤتمر الإسلامي في جامعة الأزهر ألقى محاضرة عن (عظمة الإسلام)
4- ( اليونان – المركز الإسلامي في أثينا-ألقى محاضرة بعنوان( الإسلام بين التشدد والإلتزام